# Liste der Baudenkmäler in Kutzenhausen
Auf dieser Seite sind die Baudenkmäler in der schwäbischen Gemeinde Kutzenhausen zusammengestellt. Diese Tabelle ist eine Teilliste der Liste der Baudenkmäler in Bayern. Grundlage ist die Bayerische Denkmalliste, die auf Basis des Bayerischen Denkmalschutzgesetzes vom 1. Oktober 1973 erstmals erstellt wurde und seither durch das Bayerische Landesamt für Denkmalpflege geführt wird. Die folgenden Angaben ersetzen nicht die rechtsverbindliche Auskunft der Denkmalschutzbehörde.

## Ensembles

### Ensemble Kirchplatz (in Rommelsried)

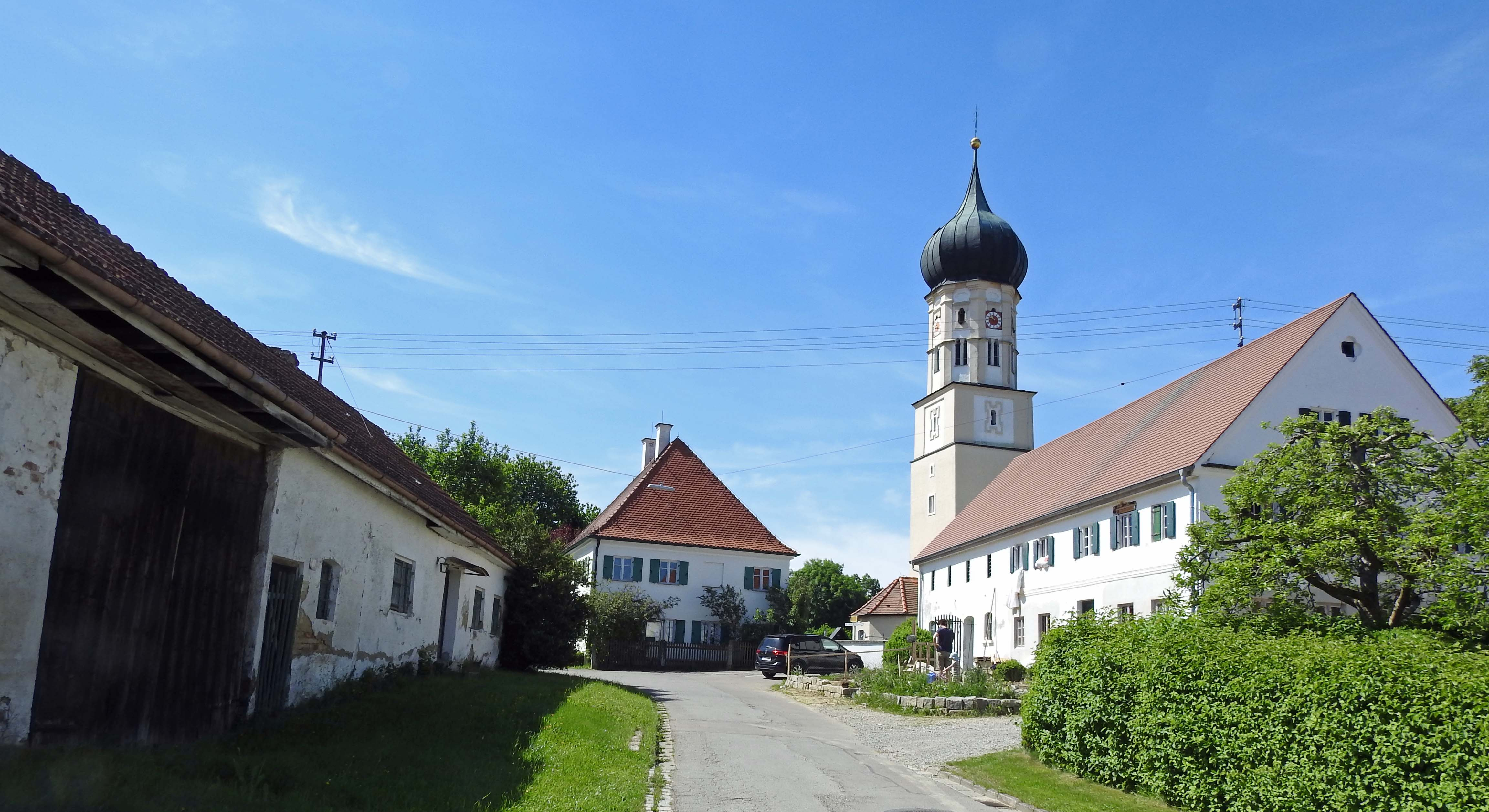
Ensemble Kirchplatz in Rommelsried

Das Ensemble umfasst den abseits der Dorfstraße gelegenen Winkel um die Pfarrkirche St. Ursula. Die Kirche besitzt ein barockes Langhaus, ihr barocker Turmaufbau beherrscht das Ensemble, während in den unteren Teilen der romanische Chorturm des Vorgängerbaues noch besteht. Sie ist vom Friedhof umgeben, und östlich ist ihr der barocke Pfarrhof vorgelagert, ein Walmdachbau, der zusammen mit zwei verschieden großen Bauernhäusern des mittleren 19. Jahrhunderts den kleinen Platz vor der Kirche an drei Seiten einfasst. Aktennummer: E-7-72-167-1.

## Baudenkmäler nach Gemeindeteilen

### Kutzenhausen
| Lage                                                    | Objekt                               | Beschreibung | Akten-Nr.    | Bild           |
| ------------------------------------------------------- | ------------------------------------ | --- | ------------ | -------------- |
| Augsburger Straße (am östlichen Ortsausgang) (Standort) | Steinkreuz                           | spätmittelalterlich | D-7-72-167-4 | Steinkreuz     |
| Postweg 2 (Standort)                                    | Bauernhaus                           | zweigeschossiger Satteldachbau mit Putzgliederung und Figurennische, nach Mitte 19. Jahrhundert. | D-7-72-167-1 | Bauernhaus     |
| Sankt-Nikolaus-Straße 5 (Standort)                      | Katholische Pfarrkirche St. Nikolaus | Saalbau mit eingezogenem Chor und nördlichem Turm mit doppelt geschweifter Zwiebelhaube, barocker Neubau nach Plan von Ignaz Paulus durch Joseph Meitinger errichtet, 1754, Verlängerung 1892; mit Ausstattung aus der Erbauungszeit. | D-7-72-167-2 | weitere Bilder |

### Agawang
| Lage                      | Objekt                                 | Beschreibung | Akten-Nr.    | Bild           |
| ------------------------- | -------------------------------------- | --- | ------------ | -------------- |
| Obernefsried 2 (Standort) | Katholische Pfarrkirche St. Laurentius | Saalbau mit eingezogenem Chor und südlichem Turm mit Zwiebelhaube, barocke Anlage, nach Plänen von Joseph Meitinger durch Joseph Dossenberger d. Ä., 1732/33, Turmerhöhung von Matthias Kraus 1751 unter Verwendung des Unterbaues von ca. 1488; mit Ausstattung. | D-7-72-167-5 | weitere Bilder |

### Boschhorn
| Lage                                  | Objekt                          | Beschreibung                                                                               | Akten-Nr.    | Bild           |
| ------------------------------------- | ------------------------------- | ------------------------------------------------------------------------------------------ | ------------ | -------------- |
| Boschhorn 1 (beim Gutshof) (Standort) | Katholische Kapelle Sankt Maria | Rechteckbau mit halbrundem Schluss und Satteldach, Mitte 19. Jahrhundert; mit Ausstattung. | D-7-72-167-7 | weitere Bilder |

### Buch
| Lage                             | Objekt                        | Beschreibung | Akten-Nr.    | Bild           |
| -------------------------------- | ----------------------------- | --- | ------------ | -------------- |
| Sankt-Alban-Straße 16 (Standort) | Katholische Kapelle St. Alban | Saalbau mit eingezogenem Chor, östlicher Vorhalle und westlichem Turm mit Spitzhelm, Chor im Kern spätgotisch, Langhaus und Kapellenanbau um 1680/90, Vorhalle von Joseph Bichlmayer 1795, neugotischer Turm um 1850/60; mit Ausstattung. | D-7-72-167-8 | weitere Bilder |

### Katzenlohe
| Lage                                                        | Objekt           | Beschreibung                                                                                         | Akten-Nr.    | Bild           |
| ----------------------------------------------------------- | ---------------- | --- | ------------ | -------------- |
| Kapellenäcker, 500 m südlich des Weilers im Feld (Standort) | Bildstockkapelle | Rechteckbau mit Satteldach, Eckpilastern und Dreiecksgiebel, Mitte 18. Jahrhundert; mit Ausstattung. | D-7-72-167-9 | weitere Bilder |

### Maingründel
| Lage                                                   | Objekt                           | Beschreibung | Akten-Nr.     | Bild                             |
| ------------------------------------------------------ | -------------------------------- | --- | ------------- | -------------------------------- |
| Sankt-Antonius-Weg (am westlichen Ortsende) (Standort) | Bildstock                        | gemauerte Säule mit Figurennische, wohl 1. Hälfte 17. Jahrhundert;                                                           | D-7-72-167-12 | Bildstock                        |
| Sankt-Leonhard-Straße 35 (Standort)                    | Katholische Kapelle St. Leonhard | Rechteckbau mit eingezogenem Chor und Dachreiter mit Spitzhelm, Chor 17./18. Jahrhundert, Langhaus um 1730; mit Ausstattung. | D-7-72-167-10 | Katholische Kapelle St. Leonhard |
| Sankt-Leonhard-Straße 40 (Standort)                    | Bildstockkapelle                 | Rechteckbau mit Satteldach, 19. Jahrhundert; mit Ausstattung.                                                                | D-7-72-167-11 | Bildstockkapelle                 |

### Rommelsried
| Lage                                  | Objekt                             | Beschreibung | Akten-Nr.     | Bild              |
| ------------------------------------- | ---------------------------------- | --- | ------------- | ----------------- |
| Am Herzogberg 8 (Standort)            | Bauernhaus                         | zweigeschossiger Satteldachbau mit Putzprofilen, 2. Hälfte 19. Jahrhundert. | D-7-72-167-13 | Bauernhaus        |
| Am Herzogberg 10 (Standort)           | Katholische Pfarrkirche St. Ursula | Chorturmkirche, Saalbau mit eingezogenem Chor und östlichem Turm mit Zwiebelhaube, Chorturmunterbau romanisch, obere Turmteile wohl von Georg Reiner um 1694, Langhaus durch Johann Müller 1782 neu erbaut und 1860 verlängert; mit Ausstattung. | D-7-72-167-14 | weitere Bilder    |
| Am Herzogberg 12 (Standort)           | Pfarrhaus                          | zweigeschossiger Walmdachbau mit profiliertem Traufgesims, 1761 | D-7-72-167-15 | Pfarrhaus         |
| am nordwestlichen Ortsende (Standort) | Bildstock                          | Stichbogennische über Sockel, 2. Hälfte 18. Jahrhundert | D-7-72-167-21 | Bildstock         |
| Biburger Straße (Standort)            | Bildstock-Kapelle                  | pilastergerahmte Rundbogennische mit Dreiecksgiebel, 1. Hälfte 18. Jahrhundert | D-7-72-167-20 | Bildstock-Kapelle |
| Mühlberg (Standort)                   | Bildstock                          | gemauerter Aufsatz mit Stichbogennische und Satteldach auf rechteckigem Sockel, um 1865; bei der Hl.-Grab-Kapelle. | D-7-72-167-19 | Bildstock         |
| Mühlberg (Standort)                   | Heilig-Grab-Kapelle                | lisenengegliederter Rechteckbau mit dreiseitigem Schluss und Dachreiter mit Spitzhelm, neugotisch, 1868; mit Ausstattung; an der Straße nach Willishausen.                                                                                       | D-7-72-167-16 | weitere Bilder    |
| Mühlberg (Standort)                   | Kalvarienberg                      | mit Stationshäuschen und Kreuzgruppe, um 1865; an der Straße nach Willishausen. | D-7-72-167-17 | Kalvarienberg     |
| Mühlberg (Standort)                   | Kapelle                            | Rechteckbau mit Satteldach und Ecklisenen, um 1865; mit Ausstattung; an der Straße nach Willishausen. | D-7-72-167-18 | Kapelle           |

### Unternefsried
| Lage                     | Objekt                         | Beschreibung | Akten-Nr.     | Bild           |
| ------------------------ | ------------------------------ | --- | ------------- | -------------- |
| Kapellenweg 1 (Standort) | Kapelle St. Jakobus der Ältere | lisenengegliederter Saalbau mit eingezogenem Chor und Dachreiter mit Spitzhelm, 1725, Mitte 18. Jahrhundert verändert; mit Ausstattung. | D-7-72-167-22 | weitere Bilder |

## Ehemalige Baudenkmäler
In diesem Abschnitt sind Objekte aufgeführt, die früher einmal in der Denkmalliste eingetragen waren, jetzt aber nicht mehr. Objekte, die in anderem Zusammenhang also z. B. als Teil eines Baudenkmals weiter eingetragen sind, sollen hier nicht aufgeführt werden. Aktennummern in diesem Abschnitt sind ehemalige, jetzt nicht mehr gültige Aktennummern.

| Lage                                          | Objekt     | Beschreibung                                                                   | Akten-Nr.    | Bild       |
| --------------------------------------------- | ---------- | ------------------------------------------------------------------------------ | ------------ | ---------- |
| Agawang Bucher Straße (bei Nr. 16) (Standort) | Wegkapelle | Rechteckbau mit dreiseitigem Schluss und Satteldach, 19. Jahrhundert, erneuert | D-7-72-167-6 | Wegkapelle |